# Communauté de communes des Sucs
Die Communauté de communes des Sucs ist ein französischer Gemeindeverband mit der Rechtsform einer Communauté de communes im Département Haute-Loire der Region Auvergne-Rhône-Alpes. Sie wurde am 28. Juni 1999 gegründet und umfasst neun Gemeinden. Der Sitz der Verwaltung befindet sich in der Stadt Yssingeaux.

## Mitgliedsgemeinden
| Gemeinde                        | Einwohner 1. Januar 2022 | Fläche km² | Dichte Einw./km² | Code INSEE | Postleitzahl |
| ------------------------------- | ------------------------ | ---------- | ---------------- | ---------- | ------------ |
| Araules                         | 615                      | 31,10      | 20               | 43007      | 43200        |
| Beaux                           | 865                      | 16,78      | 52               | 43024      | 43200        |
| Bessamorel                      | 448                      | 7,37       | 61               | 43028      | 43200        |
| Grazac                          | 1.126                    | 21,66      | 52               | 43102      | 43200        |
| Lapte                           | 1.774                    | 30,75      | 58               | 43114      | 43200        |
| Retournac                       | 2.971                    | 45,76      | 65               | 43162      | 43130        |
| Saint-Julien-du-Pinet           | 487                      | 17,20      | 28               | 43203      | 43200        |
| Saint-Maurice-de-Lignon         | 2.666                    | 30,23      | 88               | 43211      | 43200        |
| Yssingeaux                      | 7.380                    | 80,57      | 92               | 43268      | 43200        |
| Communauté de communes des Sucs | 18.332                   | 281,42     | 65               | –          | –            |